# Fördraget i Plussa

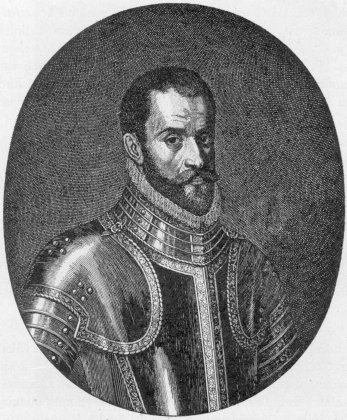
Pontus De la Gardie var svensk förhandlare i fördraget i Plussa

Fördraget i Plussa var en serie fördrag om vapenvila mellan Sverige och Ryssland under det Nordiska tjugofemårskriget, som kan sägas avsluta det Livländska kriget (1558-1583):
- juli 1583 - stillestånd i två månader
- 10 augusti 1583 - stillestånd i tre år räknat från 29 juni 1583[1]
- 19 december 1585 - stillestånd i fyra år räknat från 6 januari 1586[1]

Förhandlingarna fördes i en by vid namn Pliusa, Plussa eller Plusmund nära floden Pljussas utlopp i sjön söder om Narva. 
Enligt avtalet behöll Sverige de tidigare erövrade ryska städerna Ivangorod, Jamburg, Kexholm och Koporje med omkringliggande områden. Sverige fick på så sätt kontroll över Ingermanland från Narvafloden i väster till nordvästra Ladoga. Detta område motsvaras idag ungefär av Leningrad oblast där Sankt Petersburg ligger. 
Ryssland behöll en smal passage till Östersjön mellan åarna Systerbäck och Strelka nära Nevas utlopp. 
Pontus De la Gardie var svensk förhandlare i samband med dessa avtal. Under återfärden efter förhandlingen 1585 omkom han och flera i den svenska delegationen när deras båt kantrade. 
När stilleståndet gick ut 1590 startade Ryssland åter kriget mot Sverige fram till freden i Teusina 18 maj 1595.